# Сон бабочки
«Сон бабочки» (тур. Kelebeğin Rüyası) — кинофильм режиссёра Йылмаза Эрдогана, вышедший на экраны в 2013 году. Лента выдвигалась от Турции на премию «Оскар» за лучший фильм на иностранном языке, но не была номинирована.

## Сюжет
Действие происходит в турецком городе Зонгулдак в 1941 году. Два молодых поэта Музаффер и Рюштю мечтают опубликовать свои стихи в одном из центральных литературных журналов и прославиться, а пока вынуждены работать на местных угледобывающих предприятиях. Их бедняцкая жизнь омрачена тем, что оба они болеют туберкулёзом. Рюштю в свободное время пишет остросоциальную пьесу, которую друзья надеются поставить в местном любительском театре. Однажды они встречают красивую девушку Сузан из богатой семьи и предлагают ей сыграть главную роль в своей постановке. Та соглашается; вскоре они становятся друзьями, а Музаффер постепенно влюбляется в неё. Однако отец Сузан, опасаясь за здоровье дочери, запрещает ей общаться с молодыми людьми. Театральные планы рушатся, и состояние Рюштю резко ухудшается…

## В ролях
- Кыванч Татлытуг — Музаффер Тайип Услу
- Мерт Фырат — Рюштю Онур[тур.]
- Белчим Билгин — Сузан Озсой
- Фарах Зейнеп Абдуллах — Медиха Сессиз
- Йылмаз Эрдоган — Бехчет Неджатигиль, наставник Музаффера и Рюштю
- Ахмет Мюмтаз Тайлан — Зикри Озсой, отец Сузан
- Танер Бирсел — Исмаил Услу, отец Музаффера

## Рейтинги
- «Сон бабочки» (англ.) на сайте Internet Movie Database